# Tervel Pulev
Tervel Venkov Pulev (bulharsky Тервел Венков Пулев, * 10. ledna 1983 v Sofii, Bulharsko) je bulharský profesionální boxer, který nastupuje v křížové váze a získal jako amatér v těžké váze na olympijských hrách 2012 v Londýně bronzovou medaili. Je rovněž dvojnásobným stříbrným medailistou z mistrovství Evropy. V prosinci 2016 vstoupil mezi profesionály.
Je 187 cm vysoký a jeho bratrem je také profesionální boxer - Kubrat Pulev.

## Medaile z mezinárodních soutěží
- Olympijské hry - bronz 2012
- Mistrovství Evropy - stříbro 2010 a 2011

## Další výsledky
Zúčastnil se i mistrovství světa v letech 2009 a 2011 (pokaždé osmifinále). V roce 2011 jej vyřadil ukrajinský boxer Oleksandr Usyk. Ten jej shodou okolností o rok později v Londýně porazil i v olympijském semifinále.

## Profibilance
15 utkání - 15 vítězství (12× k.o.) - 0 porážek
| Výsledek | Bilance | Soupeř                   | Typ výsledku | Kolo    | Datum      | Místo konání                                               |
| výhra    | 1-0     | Tomislav Rudan           | TKO          | 3. z 6  | 3.12.2016  | Arena Armeec, Sofie, Bulharsko                             |
| výhra    | 2-0     | Ramazi Gogichašvili      | KO           | 1. z 6  | 8.4.2017   | Werner-Seelenbinder-Sportpark, Berlín, Německo             |
| výhra    | 3-0     | Jakub Wojczyk            | TKO          | 3. z 6  | 28.4.2017  | Arena Armeec, Sofia, Bulharsko                             |
| výhra    | 4-0     | Drazen Zanjanin          | KO           | 2. z 6  | 30.6.2017  | Werner-Seelenbinder-Sportpark, Berlín, Německo             |
| výhra    | 5-0     | Artem Redko              | TKO          | 3. z 8  | 11.11.2017 | Werner-Seelenbinder-Sportpark, Berlín, Německo             |
| výhra    | 6-0     | Micheil Chucišvili       | KO           | 1. z 8  | 18.11.2017 | Sporthalle Zur Kuhdrift 1, Neustadt Glewe, Německo         |
| výhra    | 7-0     | Arciom Čarňakevič        | TKO          | 2. z 8  | 23.12.2017 | Boxhalle Marzahn, Berlín, Německo                          |
| výhra    | 8-0     | Scott Futrell            | KO           | 1. z 6  | 2.3.2018   | The Belvedere, Elk Grove, Illinois, Spojené státy americké |
| výhra    | 9-0     | Valerij Brudov           | body (3:0)   | 8 kol   | 10.3.2018  | Bruno Gehrke Halle, Špandava, Německo                      |
| výhra    | 10-0    | Laszlo Penzes            | KO           | 2. z 8  | 7.4.2018   | Vídeň, Rakousko                                            |
| výhra    | 11-0    | Armando Ancona           | TKO          | 1. z 8  | 8.6.2018   | Allstate Arena, Rosemont, Illinois, Spojené státy americké |
| výhra    | 12-0    | Leonardo Damian Bruzzese | KO           | 2. z 12 | 27.10.2018 | Arena Armeec, Sofia, Bulharsko                             |
| výhra    | 13-0    | Mitch Williams           | body (3:0)   | 6       | 23.3.2019  | The Hangar, Costa Mesa, Kalifornie, Spojené státy americké |
| výhra    | 14-0    | Kai Kurzawa              | KO           | 1. z 8  | 8.11.2019  | Bergisch Gladbach, Německo                                 |
| výhra    | 15-0    | DeShon Webster           | body (3:0)   | 12      | 14.12.2019 | Kolodruma, Plovdiv, Bulharsko                              |